# 正門良規
正門 良規（まさかど よしのり、1996年11月28日 - ）は、日本のアイドル、タレント、俳優。男性アイドルグループ・Aぇ! groupのメンバー。愛称は、まさかど、まっさん。
大阪府出身。STARTO ENTERTAINMENT所属。

## 来歴
1996年11月28日、大阪府で生まれる。母親が木村拓哉のファンで、自身もドラマ『クロサギ』を観て山下智久に憧れ、中学3年生の時、母親と姉が履歴書を送付。大阪城ホールで行われたオーディションを受け、2011年4月3日よりジャニーズ事務所に所属する。同期に永瀬廉、西畑大吾がいる。ジャニーズJr.内ユニット・Aぇ少年に所属し、舞台『少年たち』などの出演を経て、高校卒業後、ジャニーズを専業とすることを決意する。
2019年2月18日に結成が発表された関西ジャニーズJr.内ユニット・Aぇ! groupのメンバーに選ばれる。
2021年、舞台『染、色』で単独初主演をつとめる。
2022年、大阪松竹座で自身初めてのソロコンサート『正門良規 Solo Live SHOW with 関西ジャニーズJr.』を開催。デビュー前のジャニーズJr.が個人名義でソロライブを開催することは異例だが、ソロで公演を開催することについて正門はあくまでも「Aぇ! groupのため」「Aぇ! groupを勢い付けるため」と述べている。全43公演という公演数は松竹座におけるソロでの最多公演記録を樹立した。
2024年5月15日、Aぇ! groupとしてCDデビュー。

## 人物
- 趣味は楽器、散歩[22]、読書[23]。特技はギター（エレキギター[1]）で、自らのひとつの代名詞でもあると話す[24]。学生の頃から同級生とバンドを組んだ経験があり[25]、ジャニーズに入ってからも関西ジャニーズJr.内バンドのバンドリーダーを務めている[26]。
- 長所は好きなものはとことんやる所[22]、直毛[6]、髪がキレイ[6]。短所は人見知り[22]、朝が弱い[6]。
- 好きな食べ物は焼き鳥[6]。苦手な食べ物は大きな生野菜[6]。好きな色は紫[6]。
- 好きなファッションはアメカジ、デニム、ライダース[6]。
- スポーツ歴は、野球を小学校2年から中学3年まで、テニスを中学1年から2年までである[27]。
- 9歳上の姉がいる[2][23]。

## 出演
ユニットでの出演はAぇ少年、Aぇ! group#出演を参照。個人での出演のみ記載。

### テレビドラマ
- 恋の病と野郎組（2019年7月20日 - 9月21日、BS日テレ） - 主演・八代凛太朗 役（ジャニーズJr.として主演）[28]
  - 恋の病と野郎組 Season2（2022年1月25日 - 3月29日、日本テレビ） - 主演・八代凛太朗 役（ジャニーズJr.として主演）[29]
- 連続テレビ小説 スカーレット 第76回 - 第131回（2019年12月26日 - 2020年3月6日、NHK） - 鮫島正幸 役[30]
- 年下彼氏（朝日放送テレビ）
  - 第9話「最初で最後の告白・前編」（2020年5月10日） - 河村康祐 役[31]
  - 第10話「最後で最初の告白・後編」（2020年5月10日） - 主演・河村康祐 役[31]
  - 第18話「あの頃から好きでした」（2020年6月7日） - 主演・日向夏樹 役[32]
- DIVER-特殊潜入班-（2020年9月22日 - 10月20日、関西テレビ・フジテレビ系） - 上島哲哉 役[5]
- 和田家の男たち（2021年10月22日 - 12月10日、テレビ朝日） - 三ツ村翔星 役[33]
- 特集ドラマ「アイドル」（2022年8月11日、NHK総合 / 8月29日、BSプレミアム・BS4K） - 須貝富安 役[34]
- 京都のお引越し（2023年12月29日、朝日放送テレビ） - 主演・大宮俊也 役[35]
- ムサシノ輪舞曲（2025年4月19日 - 6月21日、テレビ朝日） - 主演・阿川龍平 役[36]

### テレビ番組
- 逆転人生 第88回 ｢緊張で負け続けたバーテンダー 無冠から世界一への大逆転！｣（2021年6月14日、NHK総合） - 金子道人 役[37]
- サタデープラス（2023年10月7日 -  、MBS・TBS） - MC[38][39]

### 映画
- 関西ジャニーズJr.のお笑いスター誕生!（2017年8月26日公開、松竹） - 木下大介 役[40]
- 映画 少年たち（2019年3月29日公開、松竹） - ショウゴ 役[41][42]
- グランメゾン・パリ（2024年12月30日公開、東宝 / ソニー・ピクチャーズ エンタテインメント） - 小暮佑 役[43]
- MIRRORLIAR FILMS Season7『SUNA』（2025年5月9日公開、アップリンク） - 主演・遠山 役（加藤シゲアキとダブル主演）[44][45][46]
- おそ松さん 第2弾（2026年新春公開予定、東宝） - 主演・カラ松 役（Aぇ! groupとして主演）[47]

### ラジオ番組
- 関西ジャニーズJr.のバリバリサウンド→カンバリ!（2018年5月1日 - 2025年3月18日、FM大阪）[48][49][50] - 末澤誠也、小島健と共に出演。AmBitiousの3人と週替わりで担当[注 2]。
- 子ども応援!4時間ラジオ 〜休校明け つらいみんなへ〜（2020年6月14日、NHKラジオ第1） - 草間リチャード敬太とメインパーソナリティ[53]
- 子ども応援!5時間ラジオ〜短い夏休み明け つらいみんなへ〜（2020年9月13日、NHKラジオ第1） - 草間リチャード敬太とメインパーソナリティ[54]

### ネット配信
- 相葉さんの大冒険（2025年8月2日 - 予定、Prime Video） - ナレーション[55]

### 舞台
- 少年たち 世界の夢が…戦争を知らない子供たち（2015年8月2日 - 26日、大阪松竹座）[56]
- JOHNNYS' Future WORLD（2016年10月8日 - 25日、梅田芸術劇場）[57]
- 少年たち 南の島に雪は降る（2017年8月2日 - 27日、大阪松竹座）[58]
- 滝沢歌舞伎 2018（2018年6月4日 - 30日、御園座）[59]
- 明日を駆ける少年たち（2018年8月4日 - 30日、大阪松竹座）[60]
- 滝沢歌舞伎 ZERO（2019年2月3日 - 25日、京都四條南座）[61][62]
- 染、色（2021年5月29日 - 6月20日、東京グローブ座 / 6月24日 - 30日、梅田芸術劇場 シアター・ドラマシティ）[注 1][63] - 主演・深馬 役[64]
- ヴィンセント・イン・ブリクストン（2022年10月1日 - 22日、東京グローブ座 /　10月26日 - 11月3日、梅田芸術劇場 シアター・ドラマシティ） - 主演・ヴィンセント 役[65]
- Touching the Void タッチング・ザ・ヴォイド〜虚空に触れて〜（2024年10月8日 - 11月4日、PARCO劇場 / 11月10日 - 17日、京都劇場） - 主演・ジョー・シンプソン 役[66]
- 十二夜（2025年10月17日 - 11月7日〈予定〉、東京グローブ座 / 11月15日 - 21日〈予定〉、森ノ宮ピロティホール）- 主演・ヴァイオラ 役[67][68]

### コンサート
- 関西ジャニーズJr. 『春休みスペシャルコンサート2014』（2014年3月1日 - 25日、大阪松竹座）[69]
- 関西ジャニーズJr. 『X'mas Show 2014』（2014年11月30日 - 12月25日、大阪松竹座）[70]
- 関西ジャニーズJr. X'mas Show 2015（2015年12月5日・6日・12日・13日・19日・20日・23日 - 25日、大阪松竹座）[71]
- 関西ジャニーズJr. X'mas Show 2016（2016年11月30日 - 12月25日、大阪松竹座）[72]
- 関西ジャニーズJr. 春のSHOW合戦（2017年3月4日 - 28日、大阪松竹座）[73]
- 関西ジャニーズJr. X'mas SHOW 2017（2017年12月3日・9日・10日・16日・17日・21日・24日・25日、大阪松竹座）[74]
- 関西ジャニーズJr. Concert 2018 〜Happy New ワン Year〜（2018年1月3日・4日、大阪城ホール）[75]
- 関西ジャニーズJr. 春休みスペシャルShow 2018（2018年3月12日 - 24日、大阪松竹座）[76]
- Fall in LOVE〜秋に関ジュに恋しちゃいなよ〜（2018年10月24日 - 11月4日、梅田芸術劇場メインホール）[77]
- 正門良規 Solo Live SHOW with 関西ジャニーズJr.（2022年2月25日 - 3月31日、大阪松竹座）[18][20]
- マイナビ サマステライブ2023 俺たちがミライだ!!（2023年8月24日、EX THEATER ROPPONGI） - PAISEN応援隊として出演[78][79]

### イベント
- 第26回 Seventeen 夏の学園祭 2023 (2023年8月23日、東京ドームシティ プリズムホール) [80]
- FM OSAKA 55th anniversary リスナー感謝祭〜カンバリ！春のFAN祭り〜（2025年2月7日、大阪城ホール）[81][82]

### ミュージックビデオ
- KEN☆Tackey
  - 逆転ラバーズ (Dance Video) （2018年）[83]
  - 浮世艶姿桜 (Dance Video) （2018年）[83]

### 広告
- 没入体験型ミュージアム
  - 『Immersive Museum OSAKA 2024』（2024年6月1日 - 8月21日、堂島リバーフォーラム） - 公式アンバサダー[84]
  - 『Immersive Museum OSAKA 2025 印象派と浮世絵 〜ゴッホと北斎、モネと広重〜』（2025年5月31日 - 9月5日予定、堂島リバーフォーラム） - 公式アンバサダー[85]

## 書籍

### 雑誌連載
- 日之出出版『CINEMA SQUARE』（vol.143〈2023年9月1日発売号〉[86] - ）